# Peter Becher (Literaturhistoriker)
Peter Becher (* 3. November 1952 in München) ist ein deutscher Literaturhistoriker und Schriftsteller.

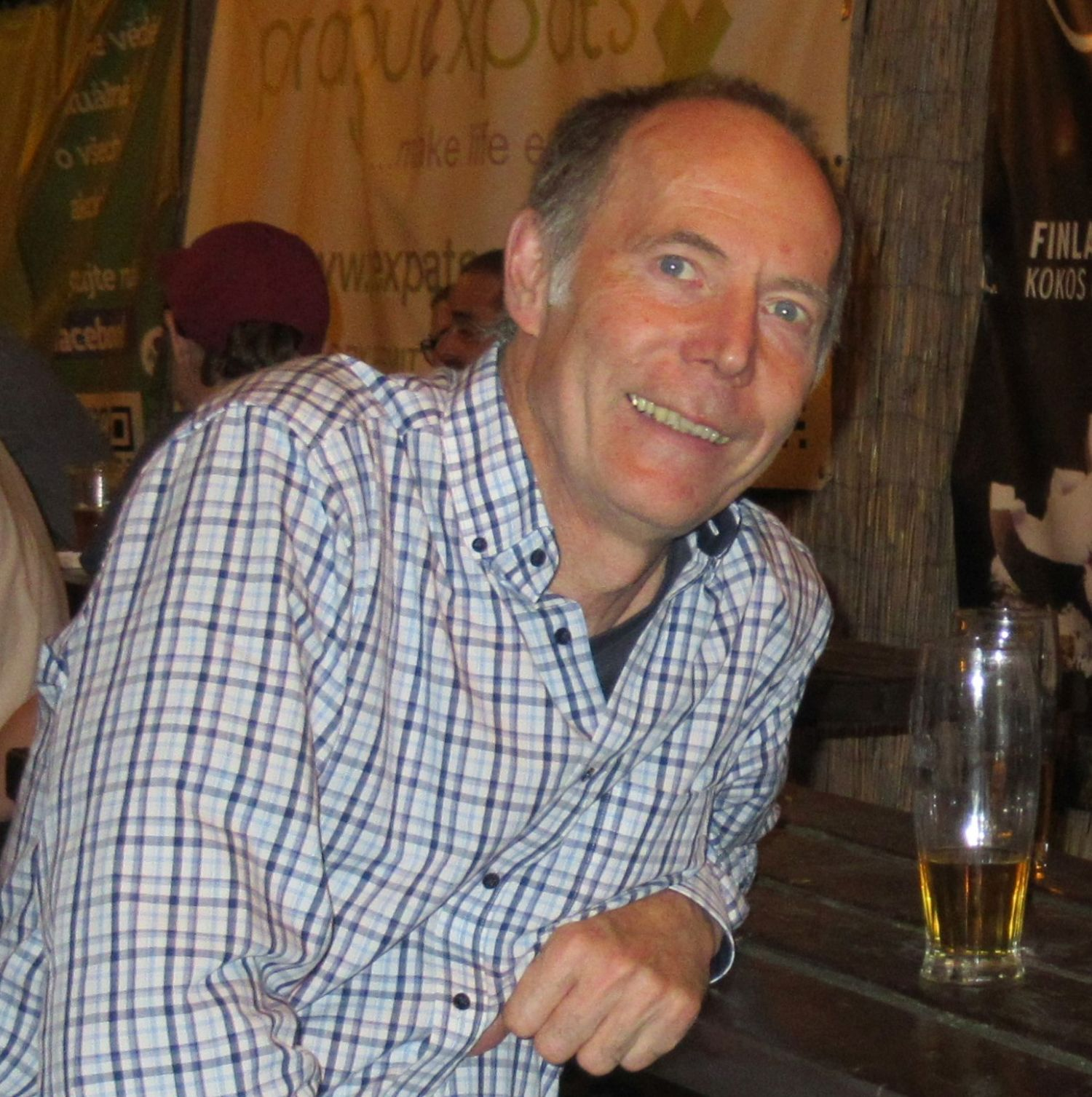
Peter Becher, 2017

## Leben
Bechers Vater war der Volkswirt, Vertriebenenpolitiker und CSU-Bundestagsabgeordnete Walter Becher, seine Mutter stammte aus der Steiermark. Nach dem Abitur am Münchner Thomas-Mann-Gymnasium leistete er Zivildienst und studierte anschließend Germanistik und Geschichte. Promotion 1981 bei Friedrich Prinz in München mit einer Arbeit über den Untergang der Donaumonarchie. Nach Tätigkeiten beim BR-Hörfunk und beim Goethe-Institut war er vier Jahre Bildungsreferent in der Jugendarbeit (Bund der Pfadfinderinnen und Pfadfinder). Von 1986 bis 2018 war er Geschäftsführer, seit 2019 ist er Vorsitzender des Adalbert Stifter Vereins. Becher ist verheiratet und hat drei erwachsene Töchter.

## Mitgliedschaft
Becher ist Mitglied des tschechischen PEN-Klubs, des Linzer Adalbert-Stifter-Instituts und der Sudetendeutschen Akademie der Wissenschaften und Künste sowie des Stiftungsrats des Kunstforums Ostdeutsche Galerie in Regensburg. Er gehörte dem Beirat des deutsch-tschechischen Gesprächsforums, des Zentrums gegen Vertreibungen sowie der Stiftung Flucht, Vertreibung, Versöhnung an. Außerdem ist Becher Mitglied der SPD und der sozialdemokratischen Seliger-Gemeinde.

## Auszeichnungen
- 2002 Wenzel-Jaksch-Gedächtnispreis[7]
- 2006 Sudetendeutscher Kulturpreis für Literatur[8]
- 2008 Gratias-Agit-Preis der Tschechischen Republik[9]
- 2012 Bayerische Verfassungsmedaille in Silber[10]
- 2013 Auszeichnung als Brückenbauer durch die bayerische Landtags-SPD
- 2019 Aufenthaltsstipendium des Prager Literaturhauses[11]
- 2020 Auszeichnung Bestes Buch beim Festival Šumava litera[12]